# Ronssoy
Ronssoy là một xã ở tỉnh Somme, vùng Hauts-de-France, Pháp.

## Địa lý
Thị trấn này tọa lạc 11 dặm Anh về phía bắc của Saint Quentin, trên đường D3.

## Dân số
| 1962                                                         | 1968 | 1975 | 1982 | 1990 | 1999 |
| ------------------------------------------------------------ | ---- | ---- | ---- | ---- | ---- |
| 676                                                          | 696  | 636  | 654  | 624  | 512  |
| Số liệu điều tra dân số từ năm 1962, dân số không tính trùng |      |      |      |      |      |